# Красный (Роговское сельское поселение)
Красный — хутор в Тимашёвском районе Краснодарского края России.
Входит в состав Роговского сельского поселения.

## Население
| 2002 | 2010 |
| ---- | ---- |
| 365  | ↗385 |

## Уличная сеть
- пер. Банный,
- пер. Глухой,
- пер. Гнилой,
- пер. Короткий,
- пер. Курганный,
- пер. Пляжный,
- пер. Полевой,
- пер. Рыбацкий,
- ул. Длинная[5].